# Saison 4 de Grey's Anatomy
Chronologie
Saison 3 Saison 5
La saison 4 de la série télévisée Grey's Anatomy débute en septembre 2007 et s'achève en mai 2008 sur le réseau américain ABC, avec un total de 17 épisodes.

## Généralités
Le 21 mars 2007, ABC a renouvelé la série pour une quatrième saison.
Le contrat d'Isaiah Washington n'a pas été renouvelé. Chyler Leigh et Brooke Smith ont rejoint la distribution principale.
Le tournage de cette saison a été perturbé par la grève des scénaristes aux États-Unis réduisant finalement la saison à 17 épisodes.
À la fin octobre, Joshua Jackson a décroché le rôle d'un docteur à partir du 11e épisode. À la suite de la grève, Joshua a auditionné pour la série Fringe et n'est donc pas apparu dans Grey's Anatomy.

## Intrigues
De retour de vacances, Meredith, Cristina, Izzie et Alex, devenus médecins résidents, s’occupent à leur tour des nouvelles recrues. George, le seul à avoir raté son concours, recommence sa troisième année sous la houlette de Meredith, et se lie d’amitié avec Lexie, une nouvelle interne. Cette dernière, qui n’est autre que la demi-sœur de Meredith, cherche désespérément à la connaître. De son côté, Bailey a du mal à accepter que Callie ait obtenu le poste qu’elle convoitait.

## Distribution de la saison

### Acteurs principaux
- Ellen Pompeo (VF : Céline Mauge) : Dr Meredith Grey (17/17)
- Sandra Oh (VF : Yumi Fujimori) : Dr Cristina Yang (17/17)
- Katherine Heigl (VF : Charlotte Marin) : Dr Izzie Stevens (17/17)
- Justin Chambers (VF : Sébastien Desjours) : Dr Alex Karev (17/17)
- T.R. Knight (VF : Thierry Wermuth) : Dr George O'Malley (17/17)
- Chandra Wilson (VF : Zaïra Benbadis) : Dr Miranda Bailey (17/17)
- James Pickens, Jr. (VF : Saïd Amadis) : Dr Richard Webber (17/17)
- Sara Ramirez (VF : Edwige Lemoine) :  Dr Callie O'Malley (17/17)
- Eric Dane (VF : Renaud Marx) : Dr Mark Sloan (17/17)
- Chyler Leigh (VF : Véronique Desmadryl) : Dr Lexie Grey[5] (17/17)
- Brooke Smith (VF : Véronique Augereau) : Dr Erica Hahn[6] (13/17)
- Patrick Dempsey (VF : Damien Boisseau) : Dr Derek Shepherd (17/17)

### Acteurs récurrents
- Loretta Devine (VF : Monique Thierry) : Adele
- Elizabeth Reaser (VF : Naïké Fauveau) : Ava / Rebecca Pope
- Edward Herrmann (VF : Bernard Demory) : Dr Norman Shales[7] (épisodes 3, 4 et 5)
- Lauren Stamile : Infirmière Rose[8] (10 épisodes)
- Seth Green (VF : Cyrille Artaux) : Nick Hanscom[9] (épisodes 9 et 10)
- Amy Madigan (VF : Monique Nevers) : Dr Wyatt[10] (6 épisodes)

## Épisodes

### Épisode 1:Le Vent du changement
- États-Unis /  Canada : 27 septembre 2007 sur ABC[11] / CTV[12]
- Belgique : 26 février 2008 sur RTL-TVI
- Suisse : 14 mai 2008 sur TSR1
- Québec : 13 septembre 2008 sur Radio-Canada[13]
- France : 1er octobre 2008 sur TF1

- États-Unis : 20,93 millions de téléspectateurs

- Mark Pellegrino (Chris)
- Sandra Thigpen (Clara)
- Stephanie Childers (Nancy)
- Steven M. Porter (Joey)
- Candice Afia (Intern Laura)
- Amrapali Ambegaokar (Intern Dani)
- Tymberlee Chanel (Intern Claire)
- Gloria Garayua (Intern Graziella)
- Molly Kidder (Intern Megan)
- Richard Keith (Intern Mitch)
- Joy Osmanski (Intern Lucy)
- Winston Story (Intern Leo)
- Joseph Williamson (Intern Pierce)

### Épisode 2:Tous accros
- États-Unis /  Canada : 4 octobre 2007 sur ABC / CTV
- Belgique : 4 mars 2008 sur RTL-TVI
- Suisse : 21 mai 2008 sur TSR1
- Québec : 20 septembre 2008 sur Radio-Canada
- France : 1er octobre 2008 sur TF1

- États-Unis : 18,51 millions de téléspectateurs

- Ben Vereen (Archie)
- Brennan Elliott (Dave)
- Nicholas Gonzalez (Clark West, ami des dealers)
- Diahann Carroll (Jane Burke)

### Épisode 3:Paroles, paroles
- États-Unis /  Canada : 11 octobre 2007 sur ABC / CTV
- Belgique : 11 mars 2008 sur RTL-TVI
- Suisse : sur TSR1
- Québec : 27 septembre 2008 sur Radio-Canada
- France : 1er octobre 2008 sur TF1

- États-Unis : 19,04 millions de téléspectateurs

- Edward Herrmann (Norman Shales)
- Caroline Aaron (Connie)
- Eve Gordon (Mary)
- Amy Hill (Joanne)
- Debra Christofferson (Elaine)
- Jack Axelrod (really old guy)

### Épisode 4:Prêtes à tout
- États-Unis /  Canada : 18 octobre 2007 sur ABC / CTV
- Belgique : 18 mars 2008 sur RTL-TVI
- Québec : 4 octobre 2008 sur Radio-Canada
- France : 8 octobre 2008 sur TF1

- États-Unis : 18,04 millions de téléspectateurs

- Edward Herrmann (Norman)
- Michael McGrady (Stanley)
- Matt Lanter (Adam)
- Maggie Siff (Ruthie)
- Miriam Flynn (Ms. Bitzer)
- Camille Winbush (Camille)
- Ron Melendez (Will)
- Loretta Devine (Adele)

### Épisode 5:À jamais réunis
- États-Unis /  Canada : 25 octobre 2007 sur ABC / CTV
- Belgique : 1er avril 2008 sur RTL-TVI
- France : 8 octobre 2008 sur TF1
- Québec : 11 octobre 2008 sur Radio-Canada

- États-Unis : 18,17 millions de téléspectateurs

- Edward Herrmann (Norman)
- Elizabeth Reaser (Ava)
- Rocky Carroll (James)
- Kali Rocha (Dr Sydney Heron)
- David Clennon (Jack Shandley)
- Dylan Minnette (Ryan)
- Sarah Utterback (Olivia)
- Anjul Nigam (Raj)

### Épisode 6:Épreuve de force
- États-Unis /  Canada : 1er novembre 2007 sur ABC / CTV
- Belgique : 1er avril 2008 sur RTL-TVI
- France : 8 octobre 2008 sur TF1
- Québec : 18 octobre 2008 sur Radio-Canada

- États-Unis : 19,31 millions de téléspectateurs

- David Denman (Rick)
- Cullen Douglas (Mr. Arnold)
- Marina Black (Sally)
- Tommy Dewey (Mike)
- Amanda Loncar (Jackie)
- Steve Sandvoss (Jason)
- Chryssie Whitehead (Helena)

### Épisode 7:Attraction physique
- États-Unis /  Canada : 8 novembre 2007 sur ABC / CTV
- Belgique : 8 avril 2008 sur RTL-TVI
- France : 15 octobre 2008 sur TF1
- Québec : 25 octobre 2008 sur Radio-Canada

- États-Unis : 19,5 millions de téléspectateurs

- Jeff Perry (Thatcher Grey)
- Rockmond Dunbar (Sean)
- Stephanie March (Jane)
- Vicki Lewis (Harriet)
- David Burke (Don)
- Kurt Fuller (Jerry)
- Enuka Okuma (Teresa)

### Épisode 8:Retour au lycée
- États-Unis /  Canada : 15 novembre 2007 sur ABC / CTV
- Belgique : 15 avril 2008 sur RTL-TVI
- France : 15 octobre 2008 sur TF1
- Québec : 1er novembre 2008 sur Radio-Canada

- États-Unis : 19,61 millions de téléspectateurs

- Jeff Perry (Thatcher Grey)
- Kali Rocha (Dr Sydney Heron)
- D.B. Woodside (Marcus)
- Lauren Stamile (Rose)
- Madeline Zima (Marissa)
- Brooke Nevin (Tricia)
- Stephen Sowan (Danny)

### Épisode 9:Chacun sa croix...
- États-Unis /  Canada : 22 novembre 2007 sur ABC / CTV
- Belgique : 15 avril 2008 sur RTL-TVI
- France : 29 octobre 2008 sur TF1
- Québec : 8 novembre 2008 sur Radio-Canada

- États-Unis : 14,11 millions de téléspectateurs

- Elizabeth Reaser (Ava)
- Gale Harold (paramedic Shane)
- Cress Williams (Tucker)
- Lauren Stamile (Rose)
- John Billingsley (Jacob)
- Theo Rossi (paramedic Stan)
- Kimberly Huie (paramedic Mary)
- Alison LaPlaca (Danielle)
- Seth Green (Nick)

### Épisode 10:... Et sa bannière
- États-Unis /  Canada : 6 décembre 2007 sur ABC / CTV
- Belgique : 22 avril 2008 sur RTL-TVI
- France : 29 octobre 2008 sur TF1
- Québec : 15 novembre 2008 sur Radio-Canada

- États-Unis : 17,78 millions de téléspectateurs

- Elizabeth Reaser (Ava)
- Gale Harold (paramedic Shane)
- Cress Williams (Tucker)
- Lauren Stamile (Rose)
- John Billingsley (Jacob)
- Alison LaPlaca (Danielle)
- Kimberly Huie (paramedic Mary)
- Theo Rossi (paramedic Stan)
- Seth Green (Nick)

### Épisode 11:La Guérisseuse
- États-Unis /  Canada : 10 janvier 2008 sur ABC / CTV
- Belgique : 22 avril 2008 sur RTL-TVI
- France : 29 octobre 2008 sur TF1
- Québec : 22 novembre 2008 sur Radio-Canada

- États-Unis : 17,68 millions de téléspectateurs

- Glenne Headly (Elizabeth)
- Debra Monk (Louise O'Malley)
- Cress Williams (Tucker)
- Lauren Stamile (Rose)
- Carol Locatell (Mai)

### Épisode 12:Lâchez les fauves!
- États-Unis /  Canada : 24 avril 2008 sur ABC / CTV
- Belgique : 7 octobre 2008 sur RTL-TVI
- France : 5 novembre 2008 sur TF1
- Québec : 29 novembre 2008 sur Radio-Canada

- États-Unis : 16,37 millions de téléspectateurs
- Canada : 2,118 millions de téléspectateurs[14]

- Amy Madigan (Dr Wyatt)
- Cheech Marin (Otis)
- Clea DuVall (Jennifer)
- Lauren Stamile (Rose)
- Steven Flynn (Scott)
- Jason O'Mara (Phillip)
- Troy Westbrook (paramedic)

### Épisode 13:Un petit cœur qui bat...
- États-Unis /  Canada : 1er mai 2008 sur ABC / CTV
- Belgique : 7 octobre 2008 sur RTL-TVI
- France : 5 novembre 2008 sur TF1
- Québec : 6 décembre 2008 sur Radio-Canada[13]

- États-Unis : 15,31 millions de téléspectateurs
- Canada : 2,284 millions de téléspectateurs[15]

- Kate Walsh (Addison)
- Amy Madigan (Dr Wyatt)
- Elizabeth Reaser (Rebecca)
- Clea DuVall (Jennifer)
- Lauren Stamile (Rose)
- Kathleen Rose Perkins (Sarah)
- Ken Barnett (Freddie)
- Jason O'Mara (Phillip)

### Épisode 14:Relations et Déclarations
- États-Unis /  Canada : 8 mai 2008 sur ABC / CTV
- Belgique : 7 octobre 2008 sur RTL-TVI
- France : 5 novembre 2008 sur TF1
- Québec : 10 janvier 2009 sur Radio-Canada[13]

- États-Unis : 16,03 millions de téléspectateurs

- Amy Madigan (Dr Wyatt)
- Lauren Stamile (Rose)
- John M. Jackson (Kevin)
- Benny Ciaramello (Darren)
- Zilah Mendoza (Kyra)
- David Giuntoli (Todd)
- Loretta Devine (Adele)

### Épisode 15:À devenir fou
- États-Unis /  Canada : 15 mai 2008 sur ABC / CTV
- Belgique : 14 octobre 2008 sur RTL-TVI
- France : 12 novembre 2008 sur TF1
- Québec : 17 janvier 2009 sur Radio-Canada

- États-Unis : 15,55 millions de téléspectateurs
- Canada : 2,331 millions de téléspectateurs[16]

- Amy Madigan (Dr Wyatt)
- Elizabeth Reaser (Ava)

### Épisode 16:La pièce manquante...
- États-Unis /  Canada : 22 mai 2008 sur ABC / CTV
- Belgique : 21 octobre 2008 sur RTL-TVI
- France : 12 novembre 2008 sur TF1
- Québec : 24 janvier 2009 sur Radio-Canada

- États-Unis : 18,09 millions de téléspectateurs

- Amy Madigan (Dr Wyatt)
- Elizabeth Reaser (Rebecca)
- Lauren Stamile (Rose)
- John Cothran (Ken)
- James Immekus (Andrew)
- Kathryn Meusle (Liz)
- Marshall Allman (Jeremy)
- Jana Kramer (Lola)
- Loretta Devine (Adele)
- Jurnee Smollett (Beth)
- Christian Alexander (Will)
- Stephen Bishop (firefighter)
- Molly Kidder (intern Megan)
- Sterling Knight (Kip)
- Joy Osmanski (intern Lucy)
- Jerry Zatarain Jr. (David)

### Épisode 17:... La pièce retrouvée
- États-Unis /  Canada : 22 mai 2008 sur ABC / CTV
- Belgique : 21 octobre 2008 sur RTL-TVI
- France : 12 novembre 2008 sur TF1
- Québec : 31 janvier 2009 sur Radio-Canada

- États-Unis : 18,09 millions de téléspectateurs

- Amy Madigan (Dr Wyatt)
- Elizabeth Reaser (Rebecca)
- Lauren Stamile (Rose)
- John Cothran (Ken)
- James Immekus (Andrew)
- Kathryn Meusle (Liz)
- Marshall Allman (Jeremy)
- Jana Kramer (Lola)
- Loretta Devine (Adele)
- Jurnee Smollett (Beth)
- Christian Alexander (Will)
- Stephen Bishop (firefighter)
- Molly Kidder (intern Megan)
- Sterling Knight (Kip)
- Joy Osmanski (intern Lucy)
- Jerry Zatarain Jr. (David)

## Audiences aux États-Unis
| N° Épisode | Titre français            | Titre original                         | Chaîne | Date de diffusion originale | États-Unis (en millions de téléspectateurs) | Pdm sur les 18-49 ans |
| ---------- | ------------------------- | -------------------------------------- | ------ | --------------------------- | ------------------------------------------- | --------------------- |
| 1          | Le vent du changement     | A Change Is Gonna Come                 | ABC    | 27 septembre 2007           | 20,93                                       | 7,3                   |
| 2          | Tous accros               | Love/Addiction                         | ABC    | 4 octobre 2007              | 18,51                                       | 6,5                   |
| 3          | Paroles, Paroles          | Let the Truth Sting                    | ABC    | 11 octobre 2007             | 19,04                                       | 6,6                   |
| 4          | Prêtes à tout             | The Heart of the Matter                | ABC    | 18 octobre 2007             | 18,04                                       | 6,3                   |
| 5          | À jamais réunis           | Haunt You Every Day                    | ABC    | 25 octobre 2007             | 18,17                                       | 6,3                   |
| 6          | Épreuve de force          | Kung Fu Fighting                       | ABC    | 1er novembre 2007           | 19,31                                       | 8,1                   |
| 7          | Attraction physique       | Physical Attraction, Chemical Reaction | ABC    | 8 novembre 2007             | 19,50                                       | 6,8                   |
| 8          | Retour au lycée           | Forever Young                          | ABC    | 15 novembre 2007            | 19,61                                       | 6,8                   |
| 9          | Chacun sa croix...        | Crash Into Me, Part 1                  | ABC    | 22 novembre 2007            | 14,11                                       | 4,9                   |
| 10         | ... Et sa bannière        | Crash Into Me, Part 2                  | ABC    | 6 décembre 2007             | 17,78                                       | 6,2                   |
| 11         | La guérisseuse            | Lay Your Hands On Me                   | ABC    | 10 janvier 2008             | 17,66                                       | 6,2                   |
| 12         | Lâchez les fauves !       | Where the Wild Things Are              | ABC    | 24 avril 2008               | 16,37                                       | 5,7                   |
| 13         | Un petit cœur qui bat...  | Piece of My Heart                      | ABC    | 1er mai 2008                | 15,31                                       | 5,3                   |
| 14         | Relations et déclarations | The Becoming                           | ABC    | 8 mai 2008                  | 16,03                                       | 5,6                   |
| 15         | À devenir fou             | Losing My Mind                         | ABC    | 15 mai 2008                 | 15,55                                       | 5,4                   |
| 16         | La pièce manquante...     | Freedom (part 1)                       | ABC    | 22 mai 2008                 | 18,09                                       | 6,3                   |
| 17         | ... La pièce retrouvée    | Freedom (part 2)                       | ABC    | 22 mai 2008                 | 18,09                                       | 6,3                   |